# Nashville (serie de televisión)
Nashville es una serie de televisión de drama musical estadounidense. Fue creado por la ganadora del Premio de la Academia Callie Khouri y producida por R. J. Cutler, Khouri, Dee Johnson, Steve Buchanan, y Connie Britton hasta la cuarta temporada, y Marshall Herskovitz y Ed Zwick desde la quinta temporada.
La serie narra la vida de varios cantantes de música country ficticios en Nashville, Tennessee protagonizada por Connie Britton como Rayna Jaymes, una legendaria superestrella de la música country, cuyo estrellato comienza a desvanecerse, y Hayden Panettiere como Juliette Barnes. Britton dejó la serie en la temporada cinco.
La serie se estrenó en ABC, el 10 de octubre de 2012, y tenía más de 8.93 de espectadores. En mayo de 2016, ABC canceló la serie. En junio de 2016, fue recogido por CMT por una quinta temporada. El 1 de diciembre de 2016, se anunció que una vista previa del primer episodio se emitiría el 15 de diciembre de 2016, y la temporada comenzaría el 5 de enero de 2017, junto con un conjunto de nuevos productores, guionistas y showrunners. Una presentación en vivo después de la serie, NashChat, comenzó a transmitirse en vivo a través de las plataformas de redes sociales el 5 de enero y se transmite inmediatamente después de cada nuevo episodio.
El 10 de abril de 2017, CMT renovó Nashville para una sexta temporada de 16 episodios que se estrenó el 4 de enero de 2018. La filmación comenzó el 27 de septiembre de 2017. El 17 de noviembre de 2017, se anunció que la sexta temporada sería la última temporada, ya que CMT eliminaría su programación guionizada. El último episodio se emitió el 26 de julio de 2018.

## Elenco y personajes

### Principales
- Connie Britton como Rayna Jaymes, la superestrella de la música country. El personaje está basado en Faith Hill, Reba McEntire y Bonnie Raitt. Está casada con Teddy Conrad y tiene dos hijas: Maddie y Daphne. En el pasado, estuvo muchos años con Deacon.
- Hayden Panettiere como Juliette Barnes, una cantante de música country para adolescentes que está causando sensación y que está dispuesta a quitarle la corona a Rayna. Lo que ha vivido de pequeña, con una madre adicta, la ha marcado a la hora de relacionarse con la gente.
- Charles Esten como Deacon Claybourne, compositor, guitarrista principal y antiguo novio de Rayna. A pesar de llevar años separados sentimentalmente, siempre queda algo entre ellos.
- Clare Bowen como Scarlett O'Connor, poeta y compositora. Es sobrina de Deacon. Trabaja en el Bluebird Cafe, mítico bar country, en el cual conoce a Gunnar, con el que empieza a componer y encaminar su futuro como artista. Los líos entre ella, su primer novio Avery y Gunnar darán más que un quebradero de cabeza.
- Eric Close como Teddy Conrad, marido de Rayna, quien después de un fracaso empresarial, ahora está viviendo de los ingresos de su esposa. Todo cambia cuando comienza su carrera hacia la alcaldía de Nashville con la ayuda de su suegro.
- Jonathan Jackson como Avery Barkley, un aspirante a músico. Novio de Scarlett.
- Sam Palladio como Gunnar Scott, un aspirante a músico. Enamorado de Scarlett.
- Robert Wisdom como Carlisle Coleman, candidato a alcalde y amigo de Rayna. Ha sido el sponsor de sobriedad de Deacon.
- Powers Boothe como Lamar Wyatt, padre de Rayna, político local que desaprueba la carrera de su hija como cantante de música country.

## Episodios
| Temporada | Temporada | Episodios | Emisión original         | Emisión original     |
| Temporada | Temporada | Episodios | Inicio                   | Final                |
| --------- | --------- | --------- | ------------------------ | -------------------- |
|           | 1         | 21        | 10 de octubre de 2012    | 22 de mayo de 2013   |
|           | 2         | 22        | 22 de mayo de 2013       | 14 de mayo de 2014   |
|           | 3         | 22        | 24 de septiembre de 2014 | 13 de mayo de 2015   |
|           | 4         | 21        | 23 de septiembre de 2015 | 25 de mayo de 2016   |
|           | 5         | 22        | 15 de diciembre de 2016  | 10 de agosto de 2017 |
|           | 6         | 16        | 4 de enero de 2018       | 26 de julio de 2018  |

## Producción

### Desarrollo y filmación
La serie fue creada por Callie Khouri, quien ganó un Premio de la Academia por Thelma & Louise. Khouri vivió en Nashville de 1978 a 1982. En una entrevista para The New York Times ella dijo: "Este es un lugar que puede ser una burla, y a veces se lo merece, como cualquier lugar. Pero también es una ciudad increíblemente hermosa, cosmopolita, y quería mostrarle eso al mundo. Quiero representarlo de una manera que todos los que viven aquí lo encuentren completamente realista." Nashville fue la primera serie de televisión en la carrera de Khouri, después de trabajar durante dos décadas como guionista y directora de cine creando fuertes personajes femeninos.
La producción comenzó en 2011. En octubre de 2011, ABC compró el concepto original de Khouri. El realizador de documentales, R. J. Cutler también se unió al proyecto como productor ejecutivo junto a Khouri. Nashville fue producido por Lionsgate Television con ABC Studios. ABC ordenó el piloto el 27 de enero de 2012. El episodio piloto fue filmado en marzo de 2012 y dirigido por el productor de la serie, R. J. Cutler. La serie fue recogida por ABC el 11 de mayo de 2012, y se estrenó el 10 de octubre de 2012. Dee Johnson se unió a la serie como productor ejecutivo y productor ejecutivo a partir del cuarto episodio, reemplazando a Jim Parriott. El 12 de noviembre de 2012, la serie fue recogida para una temporada completa, que fue acortada por un episodio por los productores (debido a dificultades de producción).
Varios críticos de televisión caracterizaron a Nashville como "Dallas en Tennessee." El concepto original se centró en el telón de fondo del mundo real de la música country. La campaña de promoción de ABC para el estreno de la serie se centró principalmente en la rivalidad entre una diva pop joven y despiadada (Panettiere) y una súper estrella (Britton). Nashville fue filmada en locaciones y escenarios en Nashville. El Bluebird Cafe, un importante escenario de actuación local, es un escenario frecuente; el departamento de arte del show, dirigido por el diseñador de producción, Jeff Knipp, precisamente replicó su exterior e interior en un escenario de sonido de Nashville. Después de semanas de rumores de que la producción se mudaría a otro lado, se anunció que la segunda temporada también se filmaría en Nashville. El presupuesto de Nashville rondaba los $ 4 millones por episodio en la primera temporada.

### Música
El productor ejecutivo creativo, el esposo de Callie Khouri, T-Bone Burnett fue el productor y compositor musical ejecutivo del show durante la primera temporada. Al salir de la serie, su mánager citó compromisos con otros proyectos, aunque Burnett luego dijo que también estaba molesto con el tratamiento que los ejecutivos de televisión le daban a su esposa. Su asistente y productor, Buddy Miller se hizo cargo de Burnett en la segunda temporada.

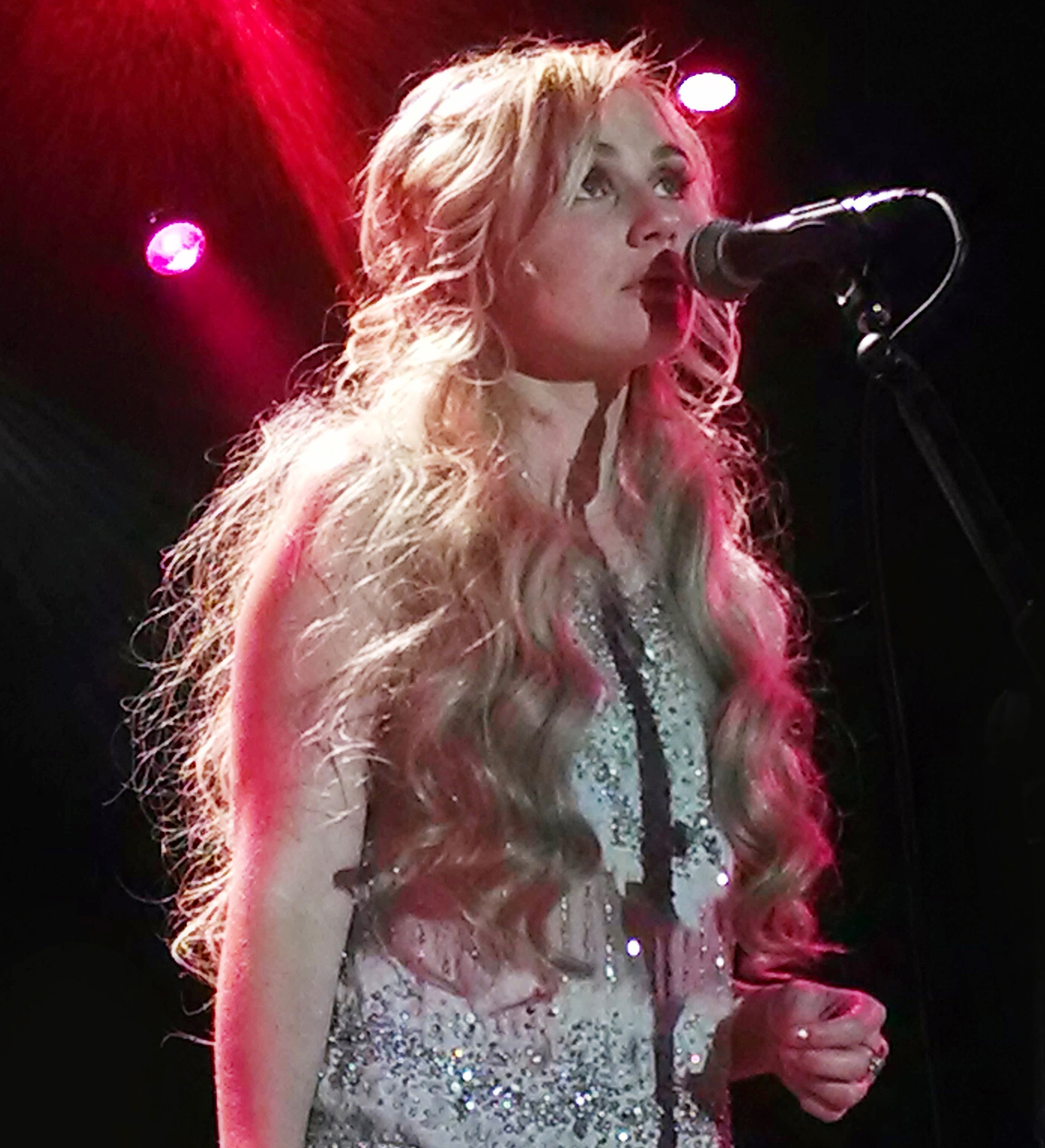
Clare Bowen en el escenario en mayo de 2014 durante el elenco de Nashville

El 2 de octubre de 2012, se anunció que Big Machine Records lanzará todos las covers y canciones originales de la serie. Algunas canciones están escritas por John Paul White de The Civil Wars, Hillary Lindsey, y Elvis Costello. El 13 de noviembre de 2012, Big Machine anunció el lanzamiento de The Music of Nashville: Season 1 Volume 1 Original Soundtrack el 11 de diciembre de 2012.
The Music of Nashville: Season 1 Volume 2 fue lanzado el 7 de mayo de 2013. The Music of Nashville, Season 1: The Complete Collection, un set de cuatro discos, fue lanzado en el Reino Unido el 23 de septiembre de 2013. Esto set incluye las canciones que fueron lanzadas digitalmente como singles en Norteamérica, pero no en el Reino Unido. A pesar del título, omite tres de las canciones de Connie Britton ("Already Gone," "American Beauty" y "Stompin' Grounds") así como la versión de Sam Palladio y David Clayton Rogers "I'm A Lonesome Fugitive." The Music of Nashville: Season 2, Volume 1 fue lanzado por Big Machine el 10 de diciembre de 2013.
Un álbum de la música presentada en el concierto especial de Nashville: On the Record por muchos de los actores y los compositores fue lanzado para descarga digital el 22 de abril, el día antes del especial transmitido por ABC. Los siguientes álbumes de compilación también se han lanzado para descargar:
- Clare Bowen As Scarlett O'Connor: Season One (de abril de 2014, con 13 pistas)
- Hayden Panettiere As Juliette Barnes: Season One (6 de mayo de 2014, con 16 canciones, incluidas dos versiones de "Undermine" y "Consider Me")
- Hayden Panettiere As Juliette Barnes: Season Two (13 de mayo de 2014, presentando 9 pistas)
- Clare Bowen As Scarlett O'Connor: Season Two (13 de mayo de 2014, presentando 9 pistas)

### Tours
Después de giras exitosas en los Estados Unidos en 2014 y 2015, se anunciaron fechas en el Reino Unido e Irlanda junto con más representaciones en los Estados Unidos en 2016. Más actuaciones en el Reino Unido siguieron en 2017. Otra gira estadounidense en el verano de 2017, con la gira final en el Reino Unido se realizará en 2018.

## Recepción

### Ratings
| Temporada | Horario (ET)                                      | Episodios | Estreno                  | Estreno                               | Estreno      | Final                | Final                                  | Final        | Temporada de TV | Rank | Espectadores (en millones) |
| Temporada | Horario (ET)                                      | Episodios | Fecha                    | Espectadores en estreno (en millones) | 18–49 rating | Fecha                | Espectadores en el final (en millones) | 18–49 rating | Temporada de TV | Rank | Espectadores (en millones) |
| --------- | ------------------------------------------------- | --------- | ------------------------ | ------------------------------------- | ------------ | -------------------- | -------------------------------------- | ------------ | --------------- | ---- | -------------------------- |
| 1         | Miércoles 10:00 p. m.                             | 21        | 10 de octubre de 2012    | 8.93                                  | 2.8          | 22 de mayo de 2013   | 6.02                                   | 1.9          | 2012–2013       | 64   | 6.86                       |
| 2         | Miércoles 10:00 p. m.                             | 22        | 25 de septiembre de 2013 | 6.50                                  | 2.0          | 14 de mayo de 2014   | 5.24                                   | 1.3          | 2013–2014       | 62   | 7.00                       |
| 3         | Miércoles 10:00 p. m.                             | 22        | 24 de septiembre de 2014 | 5.80                                  | 1.5          | 13 de mayo de 2015   | 4.65                                   | 1.2          | 2014–2015       | 54   | 7.44                       |
| 4         | Miércoles 10:00 p. m.                             | 21        | 23 de septiembre de 2015 | 4.91                                  | 1.2          | 25 de mayo de 2016   | 4.19                                   | 0.9          | 2015–2016       | 70   | 6.21                       |
| 5         | Jueves 9:00 p. m. (1,3–22) Jueves 10:00 p. m. (2) | 22        | 5 de enero de 2017       | 1.74                                  | 0.5          | 10 de agosto de 2017 | 0.68                                   | 0.2          | 2016–2017       |      |                            |
| 6         | Jueves 9:00 p. m.                                 | 16        | 4 de enero de 2018       | 0.87                                  | 0.2          | 26 de julio de 2018  |                                        |              | 2017–2018       |      |                            |

### Recepción crítica
| Temporada | Temporada | Respuesta crítica | Respuesta crítica                        | Respuesta crítica |
| Temporada | Temporada | Rotten Tomatoes   | Rotten Tomatoes: puntaje de la audiencia | Metacritic        |
| --------- | --------- | ----------------- | ---------------------------------------- | ----------------- |
|           | 1         | 92% (48 reseñas)  | 89% (118 reseñas)                        | 85 (32 reseñas)   |
|           | 2         | 100% (5 reseñas)  | 83% (110 reseñas)                        | 83 (1 reseña)     |
|           | 3         | 100% (5 reseñas)  | 91% (101 reseñas)                        | —                 |
|           | 4         | 86% (7 reseñas)   | 89% (67 reseñas)                         | 70 (2 reseñas)    |
|           | 5         | 86% (6 reseñas)   | 30% (149 reseñas)                        | 82 (5 reseñas)    |
|           | 6         | 67% (3 reseñas)   | 26% (27 reseñas)                         | 80 (1 reseñas)    |

## Medios caseros
| Temporada | Temporada | Episodios | Fecha de lanzamiento en DVD | Fecha de lanzamiento en DVD | Fecha de lanzamiento en DVD |
| Temporada | Temporada | Episodios | Región 1                    | Región 2                    | Región 4                    |
| --------- | --------- | --------- | --------------------------- | --------------------------- | --------------------------- |
|           | 1         | 21        | 17 de septiembre de 2013    | 15 de julio de 2013         | 23 de abril de 2014         |
|           | 2         | 22        | 23 de septiembre de 2014    | 7 de julio de 2014          | 15 de abril de 2015         |
|           | 3         | 22        | 1 de septiembre de 2015     | 12 de octubre de 2015       | 9 de diciembre de 2015      |
|           | 4         | 21        | 21 de febrero de 2017       | 16 de enero de 2017         | 30 de noviembre de 2016     |